# Fiumara di Floresta
Fiumara di Floresta este o arie protejată (arie specială de conservare — SAC, sit de importanță comunitară — SCI) din Italia întinsă pe o suprafață de 2.096 ha, integral pe uscat.

## Localizare
Centrul sitului Fiumara di Floresta este situat la coordonatele 38°02′22″N 15°13′22″E / 38.039444°N 15.222778°E.

## Înființare
Situl Fiumara di Floresta a fost declarat sit de importanță comunitară în septembrie 1995 pentru a proteja 1 specie de plante. Situl a fost protejat și ca arie specială de conservare în decembrie 2015.

## Biodiversitate
Situată în ecoregiunea mediteraneană, aria protejată conține 14 habitate naturale: Păduri de Castanea sativa, Râuri mediteraneene cu debit intermitent, cu specii de Paspalo-Agrostidion, Tufărișuri termo-mediteraneene și de pre-deșert, Pseudostepă cu ierburi și specii anuale de Thero-Brachypodietea, Pajiști umede mediteraneene cu ierburi înalte de Molinio-Holoschoenion, Galerii și tufărișuri riverane sudice (Nerio-Tamaricetea și Securinegion tinctoriae), Păduri de Platanus orientalis și Liquidambar orientalis (Platanion orientalis), Păduri de stejar alb estice, Râuri cu maluri nămoloase cu vegetație de Chenopodion rubri p.p. și Bidention p.p., Grohotișuri termofile și vest-mediteraneene, Lande oro-mediteraneene cu formațiuni endemice de grozamă, Păduri de Quercus ilex și Quercus rotundifolia, Fânețe de joasă altitudine (Alopecurus pratensis, Sanguisorba officinalis), Galerii de Salix alba și de Populus alba.
La baza desemnării sitului se află o specie protejată de  plante: Leontodon siculus
Pe lângă speciile protejate, pe teritoriul sitului au mai fost identificate 27 de specii de plante, 4 specii de păsări, 4 specii de amfibieni, 50 de specii de nevertebrate, 8 specii de reptile.